# Smeđi tinamu
Smeđi tinamu (lat. Crypturellus obsoletus) je vrsta ptice iz roda Crypturellus iz reda tinamuovki. 

## Rasprostranjenost
Živi u nizinskim i planinskim šumama u tropima i suptropima Južne Amerike. Rasprostranjen je u sjevernoj Venecueli, Kolumbiji, Ekvadoru, Peruu, sjevernom i južnom Brazilu, sjeveroistočnoj Argentini, istočnoj Boliviji i istočnom Paragvaju. Moguće je da se nalazi i u Urugvaju. Preferira nadmorske visine između 1.300 i 2.900 metara.

## Opis
Dosta je sličan prepelici, iako, kao ni drugi tinamui, nije njezin srodnik jer pripada podredu Paleognathae. Dug je oko 25-20 centimetara, a težak je 350-550 grama. Veći dio tijela je smeđe ili kestenjasto-smeđe boje.
Dosta je tiha i sramežljiva ptica, baš kao i ostale tinamuovke. Hrani se plodovima ili sjemenkama s tla ili niskih grmova. Također se hrani i malom količinom dijelova biljaka i manjim beskralježnjaka. Mužjak inkubira jaja koja mogu biti čak od četiri različite ženke. Inkubacija obično traje 2-3 tjedna. Jaja su sjajna i tamno-smeđe su boje. 

## Taksonomija
Podvrste smeđeg tinamua su:
- C. obsoletus obsoletus, nominativna vrsta, živi u jugoistočnom Brazilu, istočnom Paragvaju i Argentini.
- C. obsoletus griseiventris živi u dolini rijeke Tapajós u Brazilu.
- C. obsoletus hypochraceus živi u gornjoj dolini rijeke Madeira u Brazilu
- C. obsoletus punensis živi u središnjoj Boliviji i jugoistočnom Peruu.
- C. obsoletus traylori živi u jugoistočnom Peruu.
- C. obsoletus ochraceiventris živi u središnjem Peruu.
- C. obsoletus castaneus živi u sjevernom Peruu, Ekvadoru, i Kolumbiji.
- C. obsoletus knoxi živi u suptropskoj sjeverozapadnoj Venecueli.
- C. obsoletus cerviniventris živi u sjevernoj Venecueli.

## Vanjske poveznice
|  | Zajednički poslužitelj ima stranicu o temi Crypturellus obsoletus    |
|  | Zajednički poslužitelj ima još gradiva o temi Crypturellus obsoletus |
|  | Wikivrste imaju podatke o taksonu Crypturellus obsoletus             |